# Sphaerophoria cranbrookensis
Sphaerophoria cranbrookensis är en tvåvingeart som beskrevs av Charles Howard Curran 1921. Sphaerophoria cranbrookensis ingår i släktet sländblomflugor, och familjen blomflugor. Inga underarter finns listade i Catalogue of Life.